# منتخب إندونيسيا لكرة القدم للسيدات
منتخب إندونيسيا الوطني لكرة القدم للسيدات (بالإندونيسية: Tim nasional sepak bola wanita Indonesia)‏ هو ممثل إندونيسيا الرسمي في المنافسات الدولية في كرة القدم للسيدات.